# Geowissenschaftliche Mitteilungen (GMit)
Die Geowissenschaftlichen Mitteilungen, bevorzugt kurz GMit, sind das gemeinsame deutschsprachige Nachrichtenorgan mehrerer Organisationen und Verbände aus dem Bereich der Geologie. Die GMit erscheinen 4 mal pro Jahr: März, Juni, September und Dezember und sind für die Mitglieder dieser Organisationen und Verbände bestimmt. Darüber hinaus erreichen sie viele andere Stellen wie Universitäten, Forschungseinrichtungen, Landesämter, Behörden, Firmen und Unternehmen. Sie können kostenfrei abgerufen werden.

## Publizierende Organisationen
Im Einzelnen publizieren in den GMit (Stand 2020):
- Berufsverband Deutscher Geowissenschaftler (BDG)
- Deutsche Geologische Gesellschaft – Geologische Vereinigung (DGGV)[A 1]
- Deutsche Geophysikalische Gesellschaft (DGG)
- Deutsche Mineralogische Gesellschaft (DMG)
- Deutsche Quartärvereinigung (DEUQUA)
- Deutsche Ton- und Tonmineralgruppe (DTTG)
- Oberrheinischer Geologischer Verein (OGV)
- Paläontologische Gesellschaft (PalGes)
- Geowissenschaftliches Studentisches Erfahrungs- und Interessensnetzwerk (GeStEIN e.V.)[4]

Schon 2007 nutzten diese bzw. ihre Vorgängerorganisationen die GMit als Publikationsorgan. Die Deutsche Ton- und Tonmineralgruppe (DTTG) ist erst 2015 hinzugestoßen, das Geowissenschaftliche Studentische Erfahrungs- und Interessensnetzwerk (GeStEIN e.V.) ist erst seit der Ausgabe 77 (September 2019) beteiligt.